# Голешть (Штефенешть, Арджеш)
Голешть, Голешті (рум. Golești) — село у повіті Арджеш в Румунії. Адміністративно підпорядковане місту Штефенешть.
Село розташоване на відстані 100 км на північний захід від Бухареста, 8 км на схід від Пітешть, 107 км на північний схід від Крайови, 103 км на південний захід від Брашова.

## Населення
За даними перепису населення 2002 року у селі проживали 1225 осіб. Усі жителі села рідною мовою назвали румунську.
Національний склад населення села:
| Національність | Кількість осіб | Відсоток |
| -------------- | -------------- | -------- |
| румуни         | 1163           | 94,9%    |
| цигани         | 62             | 5,1%     |